# دور آگ
دور آگ (انگلیسی: Dürr AG) شرکت صنایع سنگین آلمانی است، که در سال ۱۸۹۵ تأسیس شد.